# Charles Sciberras
Charles Sciberras (26 giugno 1971) è un ex calciatore maltese, di ruolo centrocampista.

## Carriera

### Club
Ha giocato nella massima serie del campionato maltese con Floriana, Rabat Ajax e Msida St. Joseph.

### Nazionale
Ha giocato la sua unica partita con la Nazionale maltese nel 1995: Malta-Lussemburgo (0-1).